# WISE J004945.61+215120.0
WISE J004945.61+215120.0 är en ensam stjärna belägen i den mellersta delen av stjärnbilden Andromeda. Den har en skenbar magnitud av ca 16,7 (J) och kräver ett kraftfullt teleskop för att kunna observeras. Baserat på uppmätt parallax på ca 140,4 mas är den mest exakta avståndsuppskattningen av WISE J004945.61+215120.0, publicerad 2019 av Kirkpatrick et al., 7,1 ± 0,1 parsec, eller 23,3 ± 0,4 ljusår.

## Observation

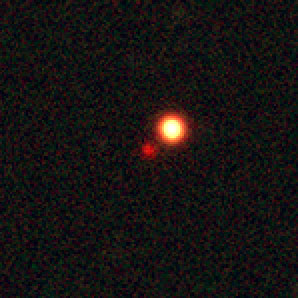
WISE J004945.61+215120.0 är den svagt röda pricken mitt i bilden.

WWISE J004945.61+215120.0 upptäcktes år 2012 av Mace et al. från data insamlade av Wide-field Infrared Survey Explorer (WISE) jordomloppssatellit — NASA:s 40 cm-teleskop för infraröda våglängder, vars uppdrag varade från december 2009 till februari 2011. Upptäcktsartikeln publicerades år 2013.